# Frau Dagmar Hastrup
'Frau Dagmar Hastrup' est une Rosa rugosa hybride, créée par la maison Poulsen au Danemark en 1914. Elle est commercialisée par Wayside à partir de 1934 aux États-Unis. Grand succès international, elle est présente dans de très nombreux pays.

## Description
Elle mesure 60 cm de hauteur, est simple, légèrement odorante et remontante, avec des pétales rose pâle. Son cynorrhodon est gros et rouge à l'automne. Son buisson peut mesurer environ 1,50 m à 2 m de haut. Elle a la particularité de bien supporter le grand froid (-25°).